# Julian Green
Julian Wesley Green (* 6. červen 1995, Tampa, USA) je německo-americký fotbalový útočník, od ledna 2017 hráč klubu VfB Stuttgart, kam přestoupil z FC Bayern Mnichov. V mládežnických kategoriích reprezentoval Německo i USA, na seniorské úrovni obléká dres Spojených států amerických.

## Reprezentační kariéra

### Německo
Nastupoval za německé mládežnické reprezentace U16, U17 a U19.

### USA
Nastupoval za mládežnické reprezentace USA U18 a U23.
V A-mužstvu USA debutoval v roce 2014. Zúčastnil se Mistrovství světa ve fotbale 2014 v Brazílii.